# Feliks Kulov
Feliks Şarşenbaeviç Kulov (in kirghiso Феликс Шаршенбаевич Кулов?; in russo Феликс Шаршенбаевич Кулов?, Feliks Šaršenbaevič Kulov; Biškek, 10 ottobre 1948) è un politico kirghiso.
Dall'agosto 2005 al gennaio 2007 è stato il Primo ministro del Kirghizistan.
Inoltre dal febbraio 1992 al dicembre 1993 è stato Vice-Presidente del Paese guidato ai tempi da Askar Akayev.